# 180 (tal)
180 är det naturliga talet som följer 179 och som följs av 181.

## Inom vetenskapen
- 180 Garumna, en asteroid

## Inom matematiken
- 180 är ett jämnt tal.
- 180° är vinkeln på en rak vinkel.
- 180 är ett superymnigt tal
- 180 är ett mycket ymnigt tal.
- 180 är ett Ulamtal.
- 180 är ett Praktiskt tal.

## Inom idrotten
En 180, eller vanligare uttalat på engelska "One-eighty" är inom exempelvis snowboard och skateboard namnet på trick som innefattar att kroppen roterar ett halvt varv (180 grader).
I dart är 180 den högsta poäng en tävlande kan få på en runda, genom att med alla tre pilarna träffa på rutan som ger 3 x 20 poäng.